# Паттерсон, Ллойд
Ллойд Уолтон Паттерсон (англ. Lloyd Walton Patterson; 1910 или 1911, Нью-Йорк, Нью-Йорк — 9 марта 1942, Комсомольск-на-Амуре, Хабаровский край) — американский и советский художник, дизайнер и диктор на радио. Переехал в Москву из США в 1932 году и остался в Советском Союзе до конца своей жизни.
Отец Джеймса Паттерсона.

## Биография
Ллойд Паттерсон родился в 1911 году в Нью-Йорке. Его мать звали Маргарет Глазго (Margaret Glascoe). Он прожил там до окончания средних классов, после чего переехал с семьёй в Уэстфилд, штат Нью-Джерси. Там он доучился в школе Уэстфилда. После окончания средней школы Паттерсон изучал дизайн интерьера в Хэмптонском институте (англ. Hampton Institute) в Хэмптоне, штат Вирджиния. Паттерсон говорил, что в то время ему было трудно найти работу из-за расовых предрассудков. Именно этот негативный опыт привёл его к участию в Советском кинопроекте «Чёрное и белое» (англ. Black and White), целью которого было создание фильма, изображающего американский расизм. Для участия в этом проекте он поехал в Москву в 1932 году вместе с другими молодыми афроамериканцами, включая Лэнгстона Хьюза.
Паттерсон работал художником и ассистентом В конце концов съёмки фильма были отменены, но Паттерсон остался в России и выучил русский язык.
Он женился на Вере Араловой, художнице и модельере с Украины. Они познакомились на вечеринке в Москве. Несмотря на то, что в том времени браки с иностранцами были довольно редкими и советская власть относилась к ним с неодобрением, власти отнеслась к их браку вполне благосклонно, поскольку отец Араловой был разведчиком Первой конной армии. У Паттерсона и Араловой родилось трое сыновей — Джеймс, Том и Ллойд младший.
Проживая в Москве, Паттерсон работал дизайнером зданий по всему городу, в том числе гостиницы «Метрополь» и Кремля. Его работы также выставлялись в Доме Красной Армии и Театр рабочей молодёжи. Его сын Джеймс сыграл эпизодическую роль в фильме «Цирк». Паттерсон также работал на Всесоюзном радио диктором. Он стал одним из нескольких экспатриантов, которые помогали в вещании на английском языке.
Во время Великой Отечественной войны семья Паттерсона была эвакуирована из Москвы в Сибирь, но Паттерсон остался в Москве, чтобы работать. В октябре 1941 года он попал под бомбёжку и был ранен и контужен. После этого несчастного случая, Паттерсон соединился с семьёй в Свердловске и потом переехал в Комсомольск-на-Амуре. Там Паттерсон продолжал работать на радио. Паттерсон умер в 1942 году от осложнений, связанных с контузией, через десять лет после своего первого приезда в СССР. После его смерти на здании, в котором он работал, установили мемориальную доску в его честь.